# Nicrophorus hybridus
Nicrophorus hybridus es una especie de escarabajo enterrador del género Nicrophorus, categorizada en la tribu Nicrophorini, de la subfamilia Nicrophorinae. Fue descrita por Hatch & Angell en 1925.

## Distribución
Se distribuye por América del Norte: Canadá (Alberta) y Estados Unidos de América (Colorado, Minnesota, Montana, Oregón, Washington, Utah y Wyoming).